# Nakazakichō (metropolitana di Osaka)
Nakazakichō (中崎町駅?, Nakazakichō-eki) (T19) è una stazione della metropolitana di Osaka situata nel quartiere di Kita-ku.

## Struttura
La stazione è dotata di una piattaforma a isola con due binari sotterranei.
| 1 | ■ Linea Tanimachi |  | Per Higashi-Umeda, Tennōji e Yaominami               |
| 2 | ■ Linea Tanimachi |  | Per Tenjimbashisuji Rokuchōme, Miyakojima e Dainichi |

## Stazioni adiacenti
| «                         | Servizio        | »               |
| Linea Tanimachi           | Linea Tanimachi | Linea Tanimachi |
| ------------------------- | --------------- | --------------- |
| Tenjimbashisuji Rokuchōme | Locale          | Higashi-Umeda   |